# قائمة الشركات المصرية

موقع مصر في شمال شرق إفريقيا.

مصر هي دولة عابرة للقارات تمتد في الركن الشمالي الشرقي من أفريقيا والركن الجنوبي الغربي من آسيا عن طريق جسر بري تشكله شبه جزيرة سيناء. يعتمد اقتصاد مصر بشكل أساسي على الزراعة والإعلام وواردات البترول والغاز الطبيعي والسياحة؛ هناك أيضًا أكثر من ثلاثة ملايين مصري يعملون في الخارج، معظمهم في المملكة العربية السعودية والخليج العربي وأوروبا. أدى الانتهاء من بناء السد العالي في أسوان عام 1970 وما نتج عنه من بحيرة ناصر إلى تغيير المكانة العريقة لنهر النيل في الزراعة والبيئة في مصر. إن النمو السكاني السريع، ومحدودية الأراضي الصالحة للزراعة، والاعتماد على نهر النيل، كلها عوامل تستمر في إرهاق الموارد والضغط على الاقتصاد.
لمزيد من المعلومات حول أنواع الكيانات التجارية في هذا البلد واختصاراتها، راجع مقالة "الكيانات التجارية في مصر".

## شركات بارزة
تتضمن هذه القائمة الشركات البارزة التي يقع مقرها الرئيسي في مصر. تتبع الصناعة والقطاع التصنيف المعياري لتصنيف الصناعة. يتم تضمين الشركات التي توقفت عن العمل ويشار إليها على أنها منتهية الصلاحية.
| الاسم                                    | الصناعة                      | القطاع                      | المقر      | تأسست | ملاحظات                                              |
| ---------------------------------------- | ---------------------------- | --------------------------- | ---------- | ----- | ---------------------------------------------------- |
| فريكيت                                   | استثمار وإدارة الأصول        | استثمار وإدارة الأصول       | القاهرة    | 2025  | شركة استثمار وإدارة الأصول                           |
| فريتري                                   | الاتصالات السلكية واللاسلكية | الاتصالات المتنقلة          | القاهرة    | 2025  | جزء من فريكيت للاستثمار وإدارة الأصول                |
| أبو قير للأسمدة والصناعات الكيماوية      | المواد الأساسية              | المواد الكيميائية السلعية   | أبو قير    | 1976  | الزراعة والأسمدة النيتروجينية                        |
| العربية للطيران مصر                      | خدمات المستهلك               | الخطوط الجوية               | الإسكندرية | 2009  | الناقل منخفض التكلفة                                 |
| إير كايرو                                | خدمات المستهلك               | الخطوط الجوية               | القاهرة    | 2003  | الناقل منخفض التكلفة                                 |
| العربية للطيران مصر                      | خدمات المستهلك               | الخطوط الجوية               | الإسكندرية | 2009  | الناقل منخفض التكلفة                                 |
| سيناء للطيران                            | خدمات المستهلك               | الخطوط الجوية               | القاهرة    | 1982  | شركة طيران                                           |
| بنك الكويت الوطني (مصر)                  | المالية                      | البنوك                      | القاهرة    | 1980  | بنك، جزء من بنك الكويت الوطني                        |
| مجموعة منصور                             | بضائع المستهلكين             | سيارات                      | الإسكندرية | 1975  | مركبات                                               |
| المصرية العالمية للطيران                 | خدمات المستهلك               | الخطوط الجوية               | القاهرة    | 2008  | شركة طيران خاصة                                      |
| خطوط إيه إم سي الجوية                    | خدمات المستهلك               | الخطوط الجوية               | القاهرة    | 1992  | شركة الطيران المستأجرة                               |
| العربية الأمريكية للسيارات               | بضائع المستهلكين             | سيارات                      | القاهرة    | 1978  | مركبات                                               |
| المقاولون العرب                          | الصناعات                     | البناء الثقيل               | القاهرة    | 1955  | بناء                                                 |
| مجموعة شركات بهجت                        | التكتلات                     | -                           | القاهرة    | ؟     | الالكترونيات والأثاث والمعدات الطبية                 |
| بنك الإسكندرية                           | المالية                      | البنوك                      | الإسكندرية | 1957  | بنك                                                  |
| بنك القاهرة                              | المالية                      | البنوك                      | القاهرة    | 1952  | بنك                                                  |
| بنك مصر                                  | المالية                      | البنوك                      | القاهرة    | 1920  | بنك                                                  |
| المجموعة البافارية للسيارات              | بضائع المستهلكين             | سيارات                      | القاهرة    | 2003  | الذراع المصرية لشركة بي إم دبليو (ألمانيا)           |
| بسكو مصر                                 | بضائع المستهلكين             | منتجات الطعام               | القاهرة    | 1957  | السلع المخبوزة                                       |
| إير كايرو                                | خدمات المستهلك               | الخطوط الجوية               | القاهرة    | 1998  | شركة طيران                                           |
| مصر الجديدة للإسكان والتعمير             | الصناعات                     | سكك حديدية                  | القاهرة    | 1960  | مواصلات                                              |
| البنك المركزي المصري                     | المالية                      | البنوك                      | القاهرة    | 1961  | البنك المركزي                                        |
| تشالنجر المحدودة                         | النفط والغاز                 | الاستكشاف والإنتاج          | القاهرة    | 1991  | حفر                                                  |
| كوك دور                                  | خدمات المستهلك               | المطاعم والحانات            | القاهرة    | 1988  | الطعام السريع                                        |
| كورونا (شركة)                            | بضائع المستهلكين             | منتجات الطعام               | الإسكندرية | 1919  | الحلويات                                             |
| ديلي نيوز إيجيبت (جريدة)                 | خدمات المستهلك               | نشر                         | الجيزة     | 2005  | جريدة                                                |
| القابضة لكهرباء مصر                      | خدمات                        | الكهرباء التقليدية          | القاهرة    | 2000  | قوة                                                  |
| المصرية القابضة للغازات الطبيعية (إيجاس) | النفط والغاز                 | الاستكشاف والإنتاج          | القاهرة    | 2001  | ممتلكات النفط والغاز المملوكة للدولة                 |
| الهيئة المصرية العامة للبترول            | النفط والغاز                 | الاستكشاف والإنتاج          | القاهرة    | 1956  | بترول الدولة                                         |
| البريد المصري                            | الصناعات                     | خدمات توصيل                 | القاهرة    | 1865  | البريد، الشحن                                        |
| مصر للطيران                              | خدمات المستهلك               | الخطوط الجوية               | القاهرة    | 1933  | شركة طيران، حامل علم الدولة                          |
| مصر للطيران للشحن                        | الصناعات                     | خدمات توصيل                 | القاهرة    | 2002  | شركة طيران للشحن، جزء من مصر للطيران                 |
| مصر للطيران إكسبريس                      | خدمات المستهلك               | الخطوط الجوية               | القاهرة    | 2006  | شركة طيران إقليمية، جزء من مصر للطيران               |
| مصر للألومنيوم                           | المواد الأساسية              | الألومنيوم                  | نجع حمادي  | 1972  | الألومنيوم                                           |
| الشركة المصرية العالمية للمشروبات        | بضائع المستهلكين             | برورز                       | القاهرة    | 2003  | مصنع الجعة                                           |
| سكك حديد مصر                             | الصناعات                     | سكك حديدية                  | القاهرة    | 1854  | سكة حديدية                                           |
| فضاء إلكتروني                            | تكنولوجيا                    | برمجة                       | الإسكندرية | 2000  | الاستشارات التكنولوجية، تطوير البرمجيات              |
| إيسباس                                   | الصناعات                     | البناء الثقيل               | القاهرة    | 1979  | بناء                                                 |
| حديد عز                                  | المواد الأساسية              | حديد صلب                    | القاهرة    | 1982  | فُولاَذ                                                |
| جنرال موتورز مصر                         | بضائع المستهلكين             | سيارات                      | القاهرة    | 1983  | الذراع المصرية لشركة جنرال موتورز (الولايات المتحدة) |
| مجموعة غبور                              | بضائع المستهلكين             | سيارات                      | القاهرة    | 1960  | سيارات                                               |
| حسن علام القابضة                         | الصناعات                     | البناء الثقيل               | القاهرة    | 1975  | بناء                                                 |
| مجموعة الهراوي                           | بضائع المستهلكين             | منتجات الطعام               | الإسكندرية | 1981  | ينتج                                                 |
| إتش إس بي سي مصر                         | المالية                      | البنوك                      | القاهرة    | 1982  | بنك، جزء من إتش إس بي سي (المملكة المتحدة)           |
| جهينة للصناعات الغذائية                  | بضائع المستهلكين             | منتجات الطعام               | القاهرة    | 1983  | منتجات الألبان والعصائر                              |
| شركة صناعة وسائل النقل ش.م.م             | الصناعات                     | المركبات التجارية والشاحنات | القاهرة    | 1994  | المركبات التجارية                                    |
| مايكروسوفت مصر                           | تكنولوجيا                    | برمجة                       | القاهرة    | 1995  | جزء من مايكروسوفت (الولايات المتحدة)                 |
| ميدويست للطيران                          | خدمات المستهلك               | الخطوط الجوية               | القاهرة    | 1998  | شركة الطيران المستأجرة                               |
| مطاعم مؤمن                               | خدمات المستهلك               | المطاعم والحانات            | القاهرة    | 1988  | الوجبات السريعة، السندويشات                          |
| النصر                                    | بضائع المستهلكين             | سيارات                      | القاهرة    | 1960  | المركبات المملوكة للدولة                             |
| البنك الأهلي المصري                      | المالية                      | البنوك                      | القاهرة    | 1898  | بنك                                                  |
| النيل للطيران                            | خدمات المستهلك               | الخطوط الجوية               | القاهرة    | 2006  | شركة طيران                                           |
| نايل سات                                 | الاتصالات السلكية واللاسلكية | الاتصالات الجماعية          | القاهرة    | 1998  | الأقمار الصناعية                                     |
| أوليمبيك جروب                            | بضائع المستهلكين             | منتجات منزلية متينة         | القاهرة    | 1963  | الأجهزة                                              |
| أورنج مصر                                | الاتصالات السلكية واللاسلكية | الاتصالات المتنقلة          | القاهرة    | 1996  | موبينيل سابقا، جزء من أورنج (فرنسا)                  |
| أوراسكوم كونستراكشون                     | الصناعات                     | البناء الثقيل               | القاهرة    | 1950  | بناء                                                 |
| خدمات البترول الجوية                     | النفط والغاز                 | المعدات والخدمات النفطية    | القاهرة    | 1982  | دعم صناعة النفط                                      |
| سيجاس                                    | النفط والغاز                 | الاستكشاف والإنتاج          | دمياط      | 2001  | مجمع الغاز المسال                                    |
| شوتميد لصناعة الورق                      | المواد الأساسية              | ورق                         | الجيزة     | 2005  | ورق                                                  |
| سيكو (شركة مصرية)                        | بضائع المستهلكين             | مستهلكى الكترونيات          | القاهرة    | 2003  | الهواتف المحمولة والأجهزة اللوحية ومعدات الاتصالات   |
| سمارت للطيران                            | خدمات المستهلك               | رحلة سياحية                 | القاهرة    | 2007  | شركات سفر                                            |
| ستار ورلد (شركة)                         | بضائع المستهلكين             | الملابس والاكسسوارات        | الإسكندرية | 1990  | ثياب                                                 |
| شركة قناة السويس للحاويات                | الصناعات                     | خدمات النقل                 | بورسعيد    | 2000  | محطة النقل                                           |
| السويس للصلب                             | المواد الأساسية              | حديد صلب                    | أدبيا      | 1997  | فُولاَذ                                                |
| تي إيه تليكوم                            | الاتصالات السلكية واللاسلكية | الاتصالات المتنقلة          | القاهرة    | 2000  | شبكة الهاتف المحمول، والإعلان                        |
| مجموعة طلعت مصطفى                        | التكتلات                     | -                           | القاهرة    | 1975  | الزراعة، البناء، التصنيع، العقارات                   |
| المصرية للاتصالات                        | الاتصالات السلكية واللاسلكية | اتصالات الخطوط الثابتة      | القاهرة    | 1854  | الخط الثابت ومزود خدمة الإنترنت                      |
| ذا اجيبشيان جازيت                        | خدمات المستهلك               | نشر                         | القاهرة    | 1880  | جريدة                                                |
| ترافكو جروب                              | خدمات المستهلك               | رحلة سياحية                 | القاهرة    | 1979  | السياحة                                              |
| تراي ستار إير                            | الصناعات                     | خدمات توصيل                 | القاهرة    | 1998  | شركة طيران للشحن، توقفت عام 2015                     |
| فودافون مصر                              | الاتصالات السلكية واللاسلكية | الاتصالات المتنقلة          | القاهرة    | 1998  | جزء من فودافون (المملكة المتحدة)                     |